# Tuczno (jezioro w powiecie wałeckim)
Tuczno – jezioro w zachodniej Polsce, w województwie zachodniopomorskim, w powiecie wałeckim, w gminie Tuczno.
Jest to jezioro polodowcowe, rynnowe o typowym dla tych jezior wydłużonym kształcie i stromych brzegach porośniętych lasem. Jezioro charakteryzuje się nieregularną, urozmaiconą linią brzegową.
Przez jezioro przepływa rzeka Runica, wpływa na wschodzie, z Jeziora Zamkowego, wypływa na zachodzie.
W 2005 roku dokonano badań czystości wód powierzchniowych, gdzie oceniono wody Tuczna na II klasę czystości. Stwierdzono także II kategorię podatności na biodegradację.

## Rezerwaty przyrody
- "Leśne Źródła" – na południowym brzegu jeziora
- "Mszary Tuczyńskie" – na północno-wschodnim brzegu jeziora, w zachodniej części miasta Tuczno.